# Quảng Lưu, Quảng Trạch
Quảng Lưu là một xã thuộc huyện Quảng Trạch, tỉnh Quảng Bình, Việt Nam.
Xã Quảng Lưu có diện tích 39,67 km², dân số năm 2019 là 6.751 người, mật độ dân số đạt 172 người/km².